# Helge Schrøder
Helge Muxoll Schrøder (født 27. november 1924 i Horsens, død 2. marts 2012 i Jonstorp, Skåne) var en dansk eliteroer, der vandt deltog i OL 1948 i London.

## Rokarriere
Schrøder roede sammen med Helge Halkjær, Axel Bonde Hansen og Ib Larsen i firer uden styrmand for Horsens Roklub, og skønt de ikke var danske mestre, kom de med til OL i London, da mestrene fra Køge Roklub stillede op i firer med styrmand. Ved OL blev båden slået af Italien i det indledende heat og måtte igennem et opsamlingsheat, hvor en sejr gav plads i semifinalen. Danskerne var i heat med Storbritannien, og det blev et tæt løb, som danskerne vandt, måske fordi briterne ramte en bøje undervejs. I finalen var den danske kvartet oppe mod italienerne og en amerikansk båd. Italienerne tog hurtigt spidsen, mens danskerne kæmpede i det urolige vand med at holde retningen. Da det endelig lykkedes at få en stabil retning, var det umuligt at hente italienerne, der vandt med omkring en bådlængde. Amerikanerne var nogenlunde lige så langt bagefter  på tredjepladsen.
Året efter vandt de fire Horsens-roere danmarksmesterskabet i firer uden styrmand, og i 1950 var han med til at blive dansk mester i otteren og samme år også EM-sølvvinder i otteren.
Fra 1951 stillede Schrøder op for Bagsværd Roklub og var med til at blive dansk mester i otteren med denne klub i 1951 og 1952; i 1951 desuden EM-sølvvinder. Denne båd blev derfor udtaget til OL 1952 i Helsinki. Danskerne blev sidst i deres indledende heat, men vandt derpå opsamlingsheatet og gik videre til semifinaleopsamlingen. Dette blev endestationen, idet båden blev sidst i sit heat.
Schrøder gik derpå tilbage til fireren uden styrmand og blev i denne båd dansk mester for Bagsværd i 1953 og 1954; i 1953 blev båden desuden europamester.